# Der Mittag
Der Mittag war eine in Düsseldorf erscheinende Tageszeitung. Entgegen der heute üblichen Erscheinungsweise zum Morgen des jeweiligen Tages erschien die Zeitung, ihrem Namen entsprechend, zur Mittagszeit. Heinrich Droste gründete sie als bürgerlich-liberale, überregional verbreitete Kaufzeitung. Der Mittag erschien ab dem 15. Mai 1920 täglich, bis er 1944 verboten wurde. Nach dem Zweiten Weltkrieg erschien er bis 1963 wieder im Droste Verlag. Danach versuchten die Verlage von Axel Springer und der Rheinischen Post erfolglos, ihn als Boulevardzeitung in Nordrhein-Westfalen zu etablieren. 1967 wurde „Der Mittag – Zeitung für Rhein und Ruhr“ eingestellt.

## Geschichte

### Gründung und NS-Zeit
Nachdem der Verleger Heinrich Droste und einige Freunde 1919 und 1920 beim Verlag der Düsseldorfer Zeitung einstiegen, machte Droste deren Mittagsausgabe zu einer eigenständigen Verkaufszeitung. Am 15. Mai 1920 erschien die erste Ausgabe unter dem Titel „Der Mittag – Illustrierte Tageszeitung für Sport, Verkehr, Politik und Kunst“. Sie hatte ein größeres Format als andere Zeitungen und war modern aufgemacht. Die in großen Teilen Westdeutschlands angebotene Zeitung erreichte bereits nach kurzer Zeit eine Auflage von 50.000 Exemplaren.
Die Zeitung zielte auf eine breite, bürgerliche Leserschaft. An erster Stelle stand der Sportjournalismus, aber auch die Kulturberichterstattung und politische Glossen, etwa von Gottfried Stoffers, waren Schwerpunkte. Die Schwester des Verlegers, Hulda Pankok, arbeitete als Feuilletonredakteurin der Zeitung. Sie entwickelte für den Mittag die Kulturbeilage „Geistiges Leben“, die in den Folgejahren zahlreiche Buch- und Theaterbesprechungen sowie philosophische Essays publizierte. In der Avantgard-Galerie von Johanna Ey, dem Tagungsort der Künstlervereinigung Das Junge Rheinland, lernte sie durch ein Interview ihren späteren Mann, den Künstler Otto Pankok, 1920 kennen. Dieser war zwischen 1924 und 1936 auch für den Mittag tätig und fertigt in dieser Zeit eine große Zahl (etwa 3500) Porträts von Persönlichkeiten an.
Ihr liberales Gesicht verlor die Zeitung während der nationalsozialistischen Diktatur nicht vollständig. Mit Beginn des Zweiten Weltkriegs 1939 wurde die Beilage Das Geistige Leben verboten. Nachdem die Nationalsozialisten es 1944 so angeordnet hatten, erschien Der Mittag am 31. August 1944 zum letzten Mal.

### Nachkriegszeit
Mit der Einführung der Pressefreiheit konnte Heinrich Droste den Mittag ab dem 30. Oktober 1949 wieder herausbringen. Ab dem Februar 1953 führte er eine separat im Straßenverkauf vertriebene „Spätausgabe“ ein.
Der Axel-Springer-Verlag und Anton Betz, der Verleger der Rheinischen Post, übernahmen den Mittag 1963. Springer verfolgte die Strategie, das Erscheinungsgebiet des Mittag auf ganz Nordrhein-Westfalen auszuweiten. Die Auflage wurde auf 285 000 Exemplare erhöht. Der alteingesessene Kölner Verlag M. DuMont Schauberg reagierte auf diese Idee mit der Herausgabe des Express, der am 2. März 1964 zum ersten Mal erschien. Die damit verbundene Werbekampagne war sehr erfolgreich. Der Mittag konnte nicht gewinnbringend arbeiten, wohl auch, weil er nicht mit der Rheinischen Post um Anzeigen konkurrieren wollte. Übernahmeangebote von Droste und dem Spiegel wurden abgelehnt. Am 20. September 1967 wurde der Mittag eingestellt. Als Reaktion darauf gründete der Express, zusammen mit dem Girardet-Verlag (Düsseldorfer Nachrichten), die Lokalausgabe Düsseldorf Express.

## Redaktion
Letzter Chefredakteur war Hermann Rasch. Zu den weiteren Redakteuren zählten unter anderem die Schriftsteller Willy E. J. Schneidrzik, Herbert Eulenberg und Otto Brües.